# Сухой Карай
Сухой Карай — река в России, протекает по территории Мучкапского района Тамбовской области и Романовского района Саратовской области. Устье реки находится в 35 км по правому берегу реки Карай.
Длина реки — 42 км, площадь её водосборного бассейна — 394 км².

## Данные водного реестра
По данным государственного водного реестра России относится к Донскому бассейновому округу, водохозяйственный участок реки — Хопёр от истока до впадения реки Ворона, речной подбассейн реки — Хопер. Речной бассейн реки — Дон (российская часть бассейна).